# Gare d'Oussouriïsk
La gare d'Oussouriïsk (en russe : Вокзал Уссурийск, Vokzal Oussouriïsk) est une gare ferroviaire russe du Transsibérien, située dans la ville d'Oussouriïsk, dans l'okroug urbain d'Oussouriïsk, dans le kraï du Primorié, en Extrême-Orient russe.
Ouverte en 1893, c'est une gare de voyageurs des Chemins de fer d'Extrême-Orient, une filiale des Chemins de fer russes. Elle est desservie par les trains du Transsibérien mais aussi par des trains régionaux et des trains de banlieue de Vladivostok.

## Situation ferroviaire
La gare est établie au pk 9175 du chemin de fer Transsibérien.
Une ligne à voie unique partiellement électrifiée (vers la gare de fret d'Oussouriïsk-II) part de la gare en direction de la gare de Grodekovo I ( village de Pogranitchny), la voie russe est posée jusqu'à la gare chinoise de Suifenhe, gare chinoise faisant historiquement partie du Chemin de fer de l'Est chinois. 

## Histoire
Le tronçon Vladivostok - Nikolskoïe (ancien nom d'Oussouriïsk) du chemin de fer de l'Oussouri, une partie du Transsibérien, a été construit en 1893, et inauguré le 17 août 1893 (29 août dans le calendrier grégorien). Le 26 juillet 1907, la gare est renommée gare de Nikolsk-Oussouriïsk. 
De 1939 à 1953, la gare alors nommée Vorochilov-Oussouriïski faisait partie du chemin de fer du Primorié. Le 12 juin 1958, la station Vorochilov-Oussouriïski  fut rebaptisée Oussouriïsk. Le tronçon de Volno-Nadejdinskoïe à Oussouriïsk a été électrifié en 1963, le tronçon d'Oussouriïsk à Sibirtsevo a quant à lui été électrifié en 2000. 

## Service des voyageurs

### Accueil
La gare se trouve au no 2 de la place de la gare . 

### Desserte

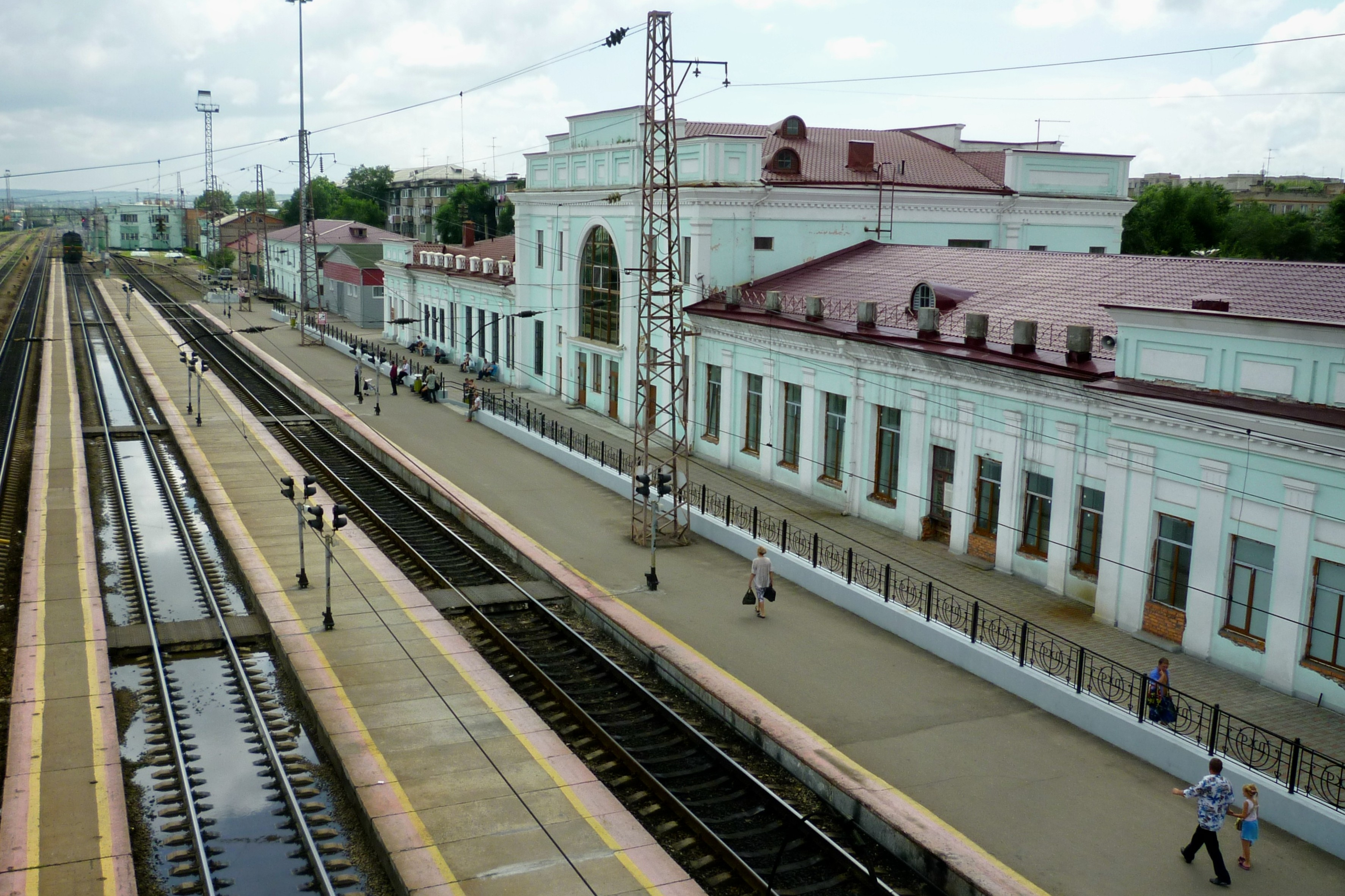
Des trains à la gare.

Pour 2023, la gare a un trafic quotidien assez élevé, avec en moyenne 10 trains longue distance et 7 à 8 trains électriques. La gare a des trains vers la gare de Vladivostok, la gare de Khabarovsk I, la gare de Iaroslavl (Moscou), celle de Sovetskaïa Gavan et celle de Tynda entre autres.
De la gare d'Oussouriïsk, un train de voyageurs part (via Baranovki) jusqu'à la gare frontière russe de Khassan, puis plusieurs voitures le long d'une voie ferrée combinée entrent sur le territoire nord-coréen jusqu'à la gare de Tumangang. En règle générale, les travailleurs nord-coréens qui récoltaient du bois pour leur pays dans la taïga d'Extrême-Orient, ainsi que les groupes organisés de touristes se rendant à Rason, se rendent à Tumangang. Une voiture directe Moscou - Pyongyang est attachée au train.
Tous les trains de voyageurs et rapides s'arrêtent à la gare. Le temps de stationnement est en moyenne de 15 minutes. La gare d'Oussouriïsk est reliée par le trafic de banlieue à la gare de Vladivostok ; quatre trains électriques arrivent et partent par jour . Un train électrique rapide traverse la gare sur l'itinéraire Vladivostok  - Rounjino (arrêt de train - deux minutes).

### Intermodalité
De nombreux bus du réseau de transport en commun d'Oussouriïsk desservent la gare. Près de la gare se trouve en effet la gare routière d'Oussouriïsk.

## Autres éléments ferroviaires à proximité
La gare comprend une gare ferroviaire, un dépôt de locomotives et dépôt de réparation de wagons. Dans le quartier adjacent à la gare d'Oussouriïsk (l'ancien village ouvrier de Ketritsevo) se trouvent l'usine de réparation de locomotives d'Oussouriïsk, le club ULRZ, une branche de l'Université des chemins de fer d'État d'Extrême-Orient, l'Académie agricole d'État du Primorué, un certain nombre d'enseignement secondaire, des institutions, l'hôpital de la gare d'Oussouriïsk et le stade Lokomotiv.

## Patrimoine ferroviaire
Le bâtiment actuel est construit en 1903, dans un style classique. Il est rectangulaire, avec au centre un second étage et sous tout le bâtiment un sous-sol. Le toit, en métal, est en croupe, et les murs en briques blanches. Les sols sont en mosaïques. Le bâtiment est symétrique, et les fenêtres sont soit cintrées soit rectangulaires. Le fronton est orné de niches carrées et d'une corniche à gradins. L'intérieur est aussi classique, avec des colonnes et des corniches, et le plafond  présente des moulures en stuc de style baroque<il appartient à la classe de la catégorisation russe. En 2010, la gare est classée objet patrimonial culturel d'importance régionale du kraï du Primorié.  

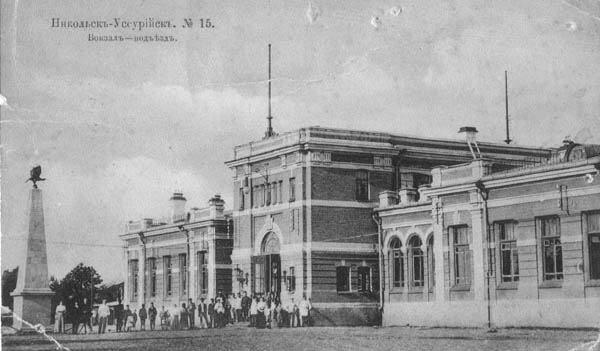
En 1917.
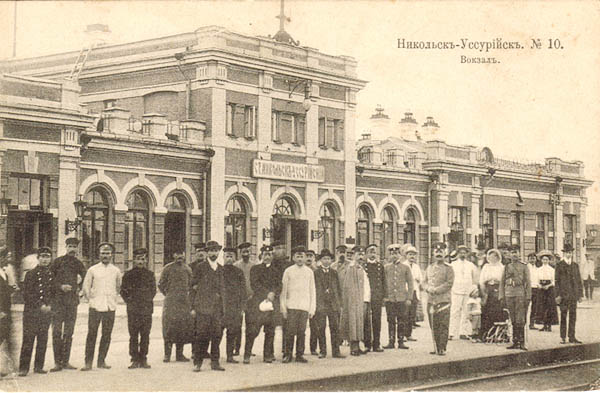
En 1917.

Sur la place de la gare se trouve un monument à Lénine et à la locomotive à vapeur El-629. Dans cette dernière, les Japonais lors de l'intervention en Sibérie pendant la guerre civile russe ont brûlé les corps des révolutionnaires Sergueï Lazo, Vsevolod Mikhaïlovitch Sibirtsev et Alexeï Nikolaïevitch Loutski.

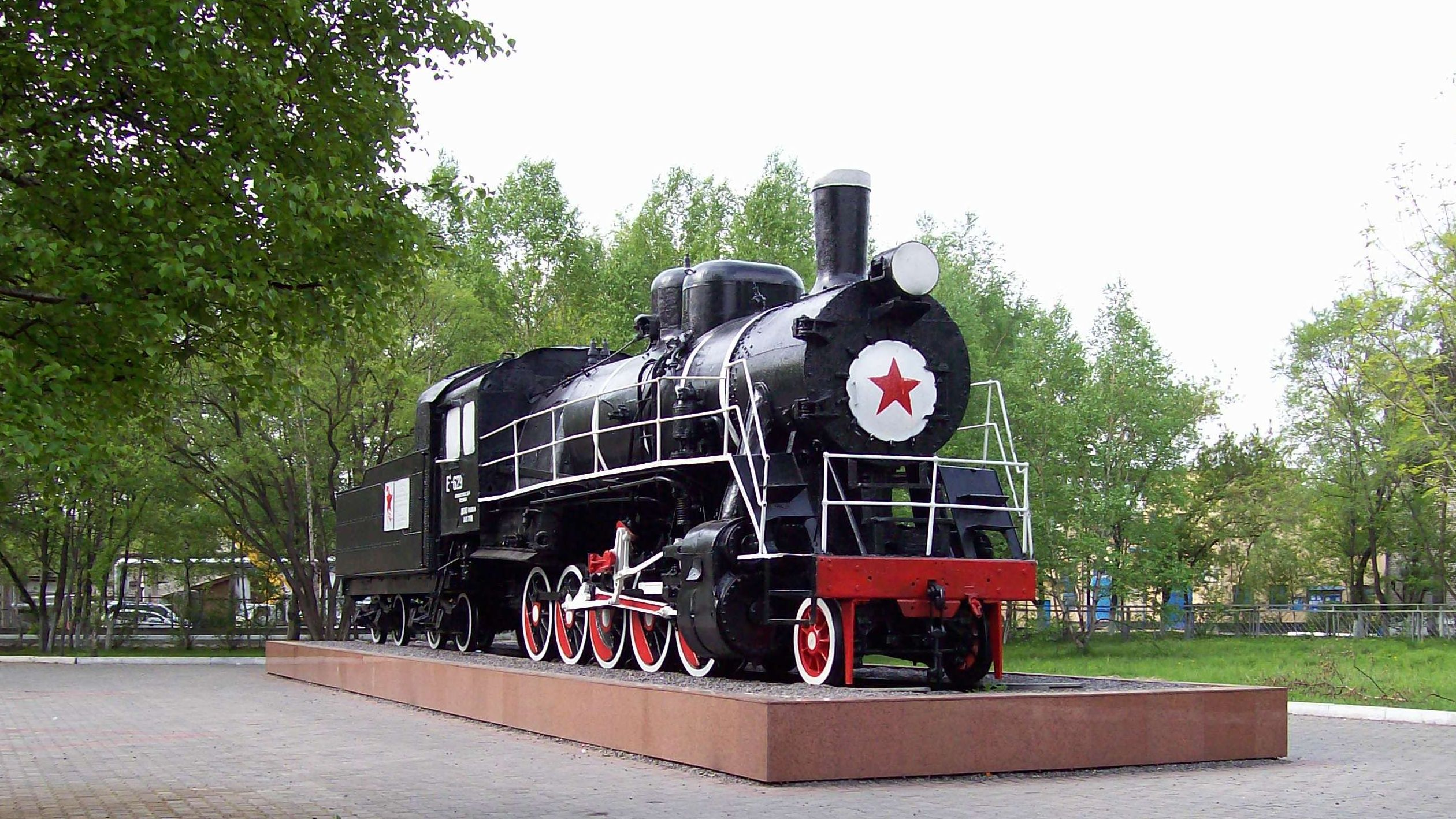
Locomotive El-629.
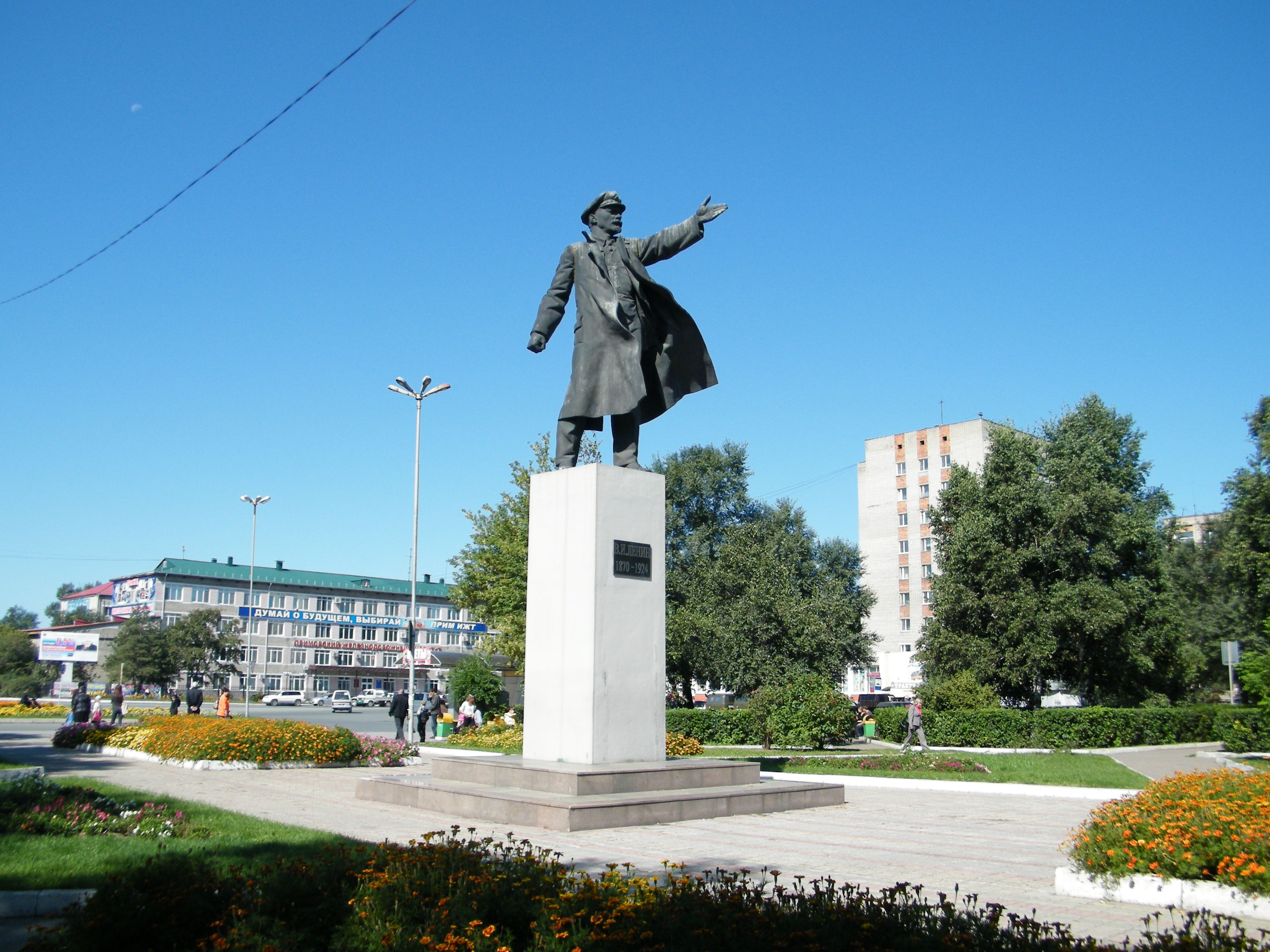
Monument Lénine, place de la Gare.